# Самитон (Алабама)
Самитон (енгл. Sumiton) град је у америчкој савезној држави Алабама. По попису становништва из 2010. у њему је живело 2.520 становника.

## Демографија
Према попису становништва из 2010. у граду је живело 2.520 становника, што је 145 (5,4%) становника мање него 2000. године.
| Група             | 2000.         | 2010.         |
| Белци             | 2.478 (93,0%) | 2.347 (93,1%) |
| Афроамериканци    | 96 (3,6%)     | 101 (4,0%)    |
| Азијати           | 4 (0,2%)      | 6 (0,2%)      |
| Хиспаноамериканци | 19 (0,7%)     | 20 (0,8%)     |
| Укупно            | 2.665         | 2.520         |